# Otoni de Paula
Otoni Moura de Paulo Junior (Niterói, 22 de novembro de 1976), conhecido como Otoni de Paula, é um pastor evangélico e político brasileiro, filiado ao Movimento Democrático Brasileiro (MDB). Foi vereador da cidade do Rio de Janeiro, e em 2018, foi eleito deputado federal pelo estado do Rio de Janeiro com 120 498 votos (1,56% dos válidos).

## Dados biográficos
É filho do funcionário público e político Otoni de Paula Pai e sobrinho da dupla de cantores evangélicos Otoniel & Oziel, mortos em um acidente automobilístico em 1976. Seu pai, pastor e cantor evangélico, e seu tio, Ozeias de Paula, também cantor evangélico, moram no Rio de Janeiro. Anteriormente, foi filiado ao PSDC, PEN, MDB e PSC.
Otoni foi eleito em 2016 pela primeira vez como vereador na cidade do Rio de Janeiro com 7.801 votos.

## Controvérsias
Em julho de 2018, três meses antes das eleições, Otoni de Paula publicou um vídeo convidando fiéis de sua igreja para comparecerem ao lançamento de sua pré-candidatura e passou a ser investigado pelo Tribunal Regional Eleitoral do estado. No vídeo, o pastor e candidato agradece a disposição de "alguns irmãos em alugar um ônibus" para levar fiéis ao evento. Na sequência do vídeo, Otoni pede "palmas para Jesus" e diz que "vivemos um momento de guerra por conta do golpe do impeachment contra o prefeito do Rio, Marcelo Crivella. O pedido de impeachment de Crivella, também evangélico, foi pedido por alguns vereadores por ter o prefeito oferecido vantagens a fiéis de sua igreja em um evento reservado a pastores na sede da prefeitura. Em outros vídeos, Otoni critica a atuação do juiz que mandou Crivella "parar de usar a prefeitura para favorecer seu grupo religioso". No mesmo mês, Otoni foi acusado de homofobia pelo vereador David Miranda, após este chamá-lo de hipócrita.
Em junho de 2020, Otoni passou a ser investigado no âmbito do Inquérito das Fake News. Segundo a Procuradoria-Geral da República, o deputado pagou 238,5 mil reais da sua cota parlamentar a acusados de disparar mensagens de texto e de WhatsApp em eleições e para financiar atos antidemocráticos. Os dados foram obtidos após a quebra do sigilo autorizada pelo Supremo Tribunal Federal. Devido à investigação, o deputado publicou um vídeo no dia 6 de julho, em que chamou de "canalha" e "lixo", o ministro do STF Alexandre de Moraes, relator do inquérito. Após o episódio, Otoni de Paula Júnior deixou a vice-liderança do governo.
Em agosto de 2021, a Polícia Federal ouviu Otoni de Paula. O depoimento foi realizado dez dias depois de agentes da PF terem cumprido mandados de busca e apreensão na casa e no escritório do parlamentar em Brasília. Ele foi questionado sobre o financiamento de atos e a participação em grupos que supostamente organizam atos que atentariam contra a democracia, e também foi perguntado sobre a relação com outros investigados nesse mesmo processo, como o cantor Sérgio Reis. Otoni negou envolvimento com os organizadores deste movimento.
Elogios ao presidente Lula
Até então um apoiador do ex-presidente Jair Bolsonaro, Otoni de Paula, elogiou o presidente Lula e pediu aproximação "sem reservas", assim, tornou-se uma ponte entre os evangélicos e o presidente Lula. A cena aconteceu durante a solenidade  da sanção do projeto que cria o Dia Nacional da Música Gospel no Palácio do Planalto, em outubro de 2024. Na ocasião, foi também realizada uma oração ao presidente Lula e Otoni completou: "os evangélicos não têm dono" e "Senhor presidente, quis Deus que eu, que fui um dos mais combatentes defensores do antigo governo e seu crítico político, estivesse hoje aqui para representar a Frente Parlamentar Evangélica."